# Ruzante
Angelo Beolco detto Ruzzante o Ruzante (Padova o forse Pernumia, 1496? – Padova, 17 marzo 1542) è stato un drammaturgo, attore teatrale e scrittore italiano.
Il Ruzzante, scrittore veneziano, figlio naturale del medico Giovan Francesco Beolco, professore presso la facoltà di medicina dell'Università di Padova, ebbe una lunga e proficua collaborazione con l'amico Alvise Cornaro, ricco proprietario terriero e letterato. Autore di numerosi trattati di architettura e di agraria, il Cornaro rappresenta un'importante figura di intellettuale proprio per il carattere "laico" del suo operato. Con l'intento di rappresentare alla corte dei cugini Marco e Franco, cardinali, la realtà del contado, commissionò a Ruzante le due orazioni. Quando conseguì il traguardo di amministratore del vescovato padovano, ridusse l'amico al ruolo di fattore, per poi tornare a rivalutarlo dopo che l'incarico gli era stato revocato.

## Biografia

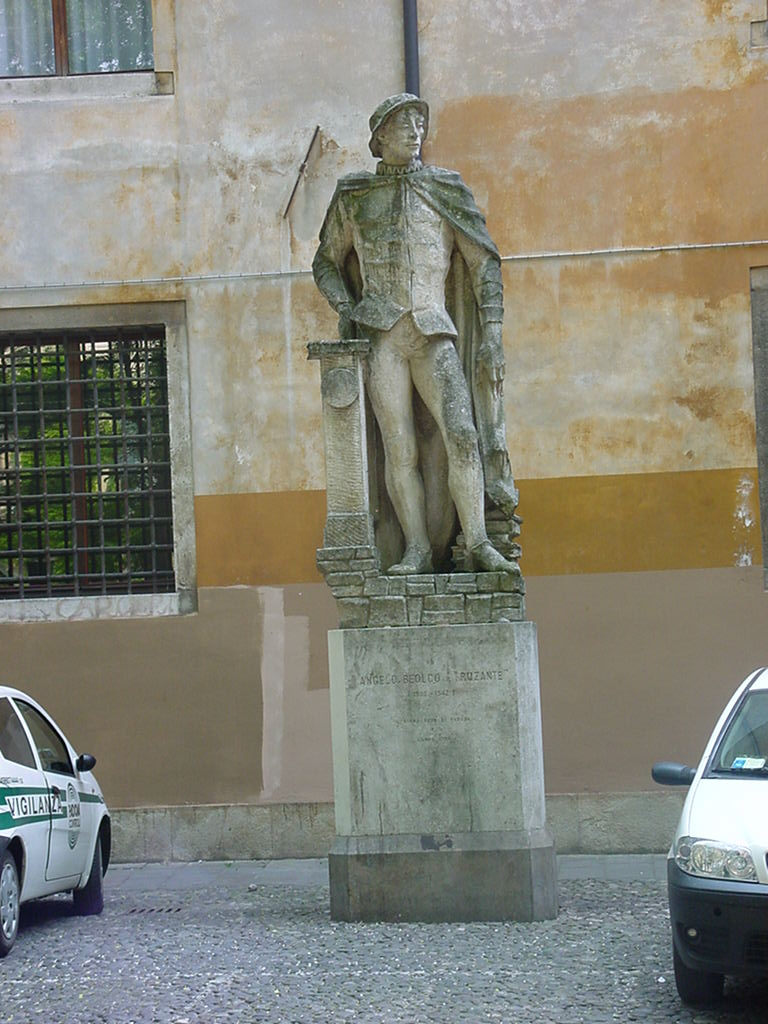
Statua del Ruzante in Piazza Capitaniato a Padova, poi spostata nel 2015 presso il Teatro Verdi

Riguardo alla data di nascita sussistono ancora numerosi dubbi e non è stato ancora possibile rinvenire un documento attestante una data certa di nascita di Angelo Beolco. È vero, tuttavia, che, nel corso degli ultimi trent'anni circa, le ricerche archivistiche (specialmente per merito di due studiosi veneti, Menegazzo e Sambin) hanno permesso di retrodatare progressivamente la nascita di Angelo Beolco, che ora si ritiene possa essere stata intorno al 1496. Il Beolco, infatti, appare come teste in documenti notarili successivi di una ventina d'anni: per farlo doveva, secondo la legge, avere già raggiunto la maggiore età, che all'epoca era di venticinque anni. Se consideriamo che l'atto notarile di delega da parte del padre quale curatore degli affari famiglia risale al 1521, il conto è presto fatto.
È ignoto anche il luogo di nascita, sebbene nella Prima orazione si legga: de quigi, saìu, che se ciama dotore, perché, se gi è igi do-tore, a' ghe son mi tre de le tore (di quelli, sapete, che si chiamano dottori, perché, se hanno due-torri, ci sono io che ho tre torri); è al riguardo probabile che richiamasse lo stemma araldico di Pernumia, che reca, appunto, tre torri e che secondo questa interpretazione dovrebbe essere, appunto, il luogo di nascita.
Soggiornò spesso a Codevigo dove l'amico Alvise Cornaro aveva grandi possedimenti. Plausibilmente, questi luoghi aiutarono la genesi dell'opera ruzantiana. Sempre a Codevigo, Ruzante percepisce il suo reddito principale, lavorando come abile procuratore dell'amico. Sono infatti numerose le testimonianze notarili che indicano proprio il drammaturgo come rappresentante di Cornaro in atti di compra-vendita con paesani.
Morì a Padova in casa del Cornaro il 17 marzo 1542. Alvise Cornaro, in un suo scritto, attribuì la morte del Ruzzante ai troppi "disordini" e alle "dissipatezze", accreditando così l'immagine di un commediografo sregolato, probabilmente non coincidente con il vero. Dal tono della dichiarazione, si intende che il Cornaro ambisse più ad elogiare sé stesso, che non a commiserare l'amico defunto, e che intendesse compiacere anche l'amico Sperone Speroni (il testo è contenuto appunto in una lettera rivolta a lui), che occupava un ruolo di rilievo nella Padova dell'epoca.  Il Cornaro, d'altra parte, teorico della vita sobria, arrivò a disporre per sé di essere sepolto "con Ruzzante e messer Giovanni Maria Falconetto", anche per sottolineare il legame intercorso con i due.
Fu sepolto nella chiesa di San Daniele dove una lapide commemorativa posta nella navata centrale tuttora lo ricorda, mentre nella casa di fronte si individua il sito della residenza padovana dell'autore.

## Opere
Per la cronologia delle sue opere, esistono differenti datazioni, una basata su criteri filologici, il cui più importante esponente è Ludovico Zorzi, curatore dell'unica omnia ruzantiana nei Millenni della Einaudi, e una su una progressione semantica, rappresentata, ad esempio, da Giovanni Calendoli. Potremmo così riassumere:
| Data          | Opera                                   | Note |
| ------------- | --------------------------------------- | --- |
| 1517 - 1520   | La Pastoral                             | Il codice in cui l'opera è conservata la riporta al 1518.                                                     |
| 1521          | Prima orazione                          | Datazione certa. È stata recitata nel giorno dell'Assunta                                                     |
| 1522 - 1524   | Lettera giocosa                         | Forse recitata il 4 febbraio                                                                                  |
| 1524 - 1525   | Betìa                                   | Conservata da due codici. Alcuni studiosi la collocano tra La Pastoral e la Prima orazione.                   |
| 1528          | Seconda orazione                        | |
| 1529          | Dialogo facetissimo                     | |
| 1529?         | Primo Dialogo de Ruzante (o Parlamento) | |
| 1529?         | Moscheta                                | Esistono tre redazioni di quest'opera, di cui una del 1530-31 e una successiva al 1531 conservata dai codici. |
| 1530?         | Secondo Dialogo de Ruzante (o Bilora)   | |
| 1531-1532?    | Fiorina                                 | |
| 1532?         | Piovana                                 | |
| 1533?         | Vaccària                                | |
| 1534? - 1535? | Anconitana                              | |
| 1536          | Lettera all'Alvarotto                   | In realtà il 1537 more veneto                                                                                 |
| ?             | Lettera al Duca d'Este                  | |
| ?             | Le canzoni                              | |
| ?             | Sonetti                                 | |

Resta da datare l'Anconitana, che Zorzi colloca tra il 1522 e il 1526, mentre Calendoli la pone dopo il 1528. Roberto Alonge la colloca tra il 1534 e il 1535 circa.

## Critica
Nella critica, l'immagine di Ruzzante è variata nel tempo. Creduto autore "tutto istinto", come lo definì Emilio Lovarini, tra i suoi primi studiosi, oggi Ruzzante è unanimemente considerato autore "colto". Tra le altre prove di questa sua cultura ci sono le citazioni o i riferimenti interni alle sue opere, che spaziano dalla cultura classica a echi della cultura luterana d'Oltralpe. Nel corso dei secoli la sua fortuna è stata alterna. Nei primi decenni successivi alla morte, e fin quasi alla fine del secolo, fu citatissimo, anche se, dalla natura di predette citazioni, dobbiamo pensare che derivino al più da tradizioni orali che dalla lettura dei suoi lavori, le cui pubblicazioni sono tutte postume.
Autore di opere teatrali, trasse per se stesso lo pseudonimo di Ruzzante, derivante probabilmente dal verbo "ruzzare" che significa "scherzare", dal nome di un personaggio delle sue commedie, un contadino veneto che è stato differentemente caratterizzato di opera in opera. Le varianti del personaggio corrispondono alla diversa prospettiva da cui l'autore ha voluto analizzarlo, in uno scavo progressivo mai viziato da populistico fervore, e che, nel complesso delle opere, porta a un ritratto "a tutto tondo" della realtà del contado pavano.
Il cognome "Ruzzante" era peraltro diffuso (e lo è anche oggi) nella campagna padovana. Quello di Ruzzante era il ruolo che Beolco stesso interpretava nella messa in scena delle sue commedie. Unica eccezione costituisce il Secondo Parlamento de Ruzzante - Bilora in cui interpretò il ruolo dello zio Pitaro.
Fu un grande sperimentatore, mettendo a frutto proprio l'esperienza diretta di attore e regista. La sua frequentazione di diversi generi non fu mai arbitraria. Trovando un argomento, sceglieva, tra le strutture della tradizione, quella che riteneva più idonea a rappresentarlo, ed entrando in essa, la modificava dall'interno. Riuscì così a rinnovare il mariazzo, l'egloga, la commedia pastorale ecc. Insaziabile curioso, non mancò di polemizzare con i più illustri contemporanei, in particolare col Bembo, ampiamente schernito proprio nella Betia.
Gli studiosi hanno individuato, proprio intorno al 1530, un certo cambio di atteggiamento nel Beolco: il mondo dei poveri, degli sfruttati, dei contadini, è presentato con l'amarezza di chi conosce la vita squallida e segnata dalle ingiustizie delle classi subalterne. Gli atti unici, sempre in dialetto, del 1528 - 1529, Dialoghi rustici, Dialogo secondo (o Bilora) e Parlamento de Ruzante che iera vegnù de campo ("Ragionamento di Ruzante, reduce dal campo di battaglia"), sono opere in cui Ruzante affronta la questione città - campagna, contrapponendo al vizio e alla corruzione della prima la naturale forza vitale della seconda, e la secolare sottomissione e condanna alla povertà dei ceti contadini.
Le alterne fortune critiche di Ruzzante si legano a due fattori. Il primo è costituito dalla difficoltà linguistica. Infatti il pavano del suo parlato è di fatto scomparso da più di due secoli e risulta, a tratti, inintelligibile  anche ai suoi conterranei. Le riduzioni in italiano perdono lo slancio linguistico, il senso più profondo del gioco legato ai richiami più attinenti alla struttura semiotica. Per questo risultano molto efficaci le riduzioni in altre parlate, tra cui meritano segnalazione quella del 1921, ad opera della Compagnia dello Stabile Lucano, quella del 1950 della Moscheta con la regia di Gianfranco De Bosio e di Ludovico Zorzi (lo stesso che ha curato la traduzione più recente dell'opera ruzantiana per Einaudi) e quella della Te.A.R., curata da Alberto Ticconi, che nel 1995 fu rappresentata al Convegno Mondiale di Studi Ruzzantiani in Padova nel vernacolo del sud pontino.

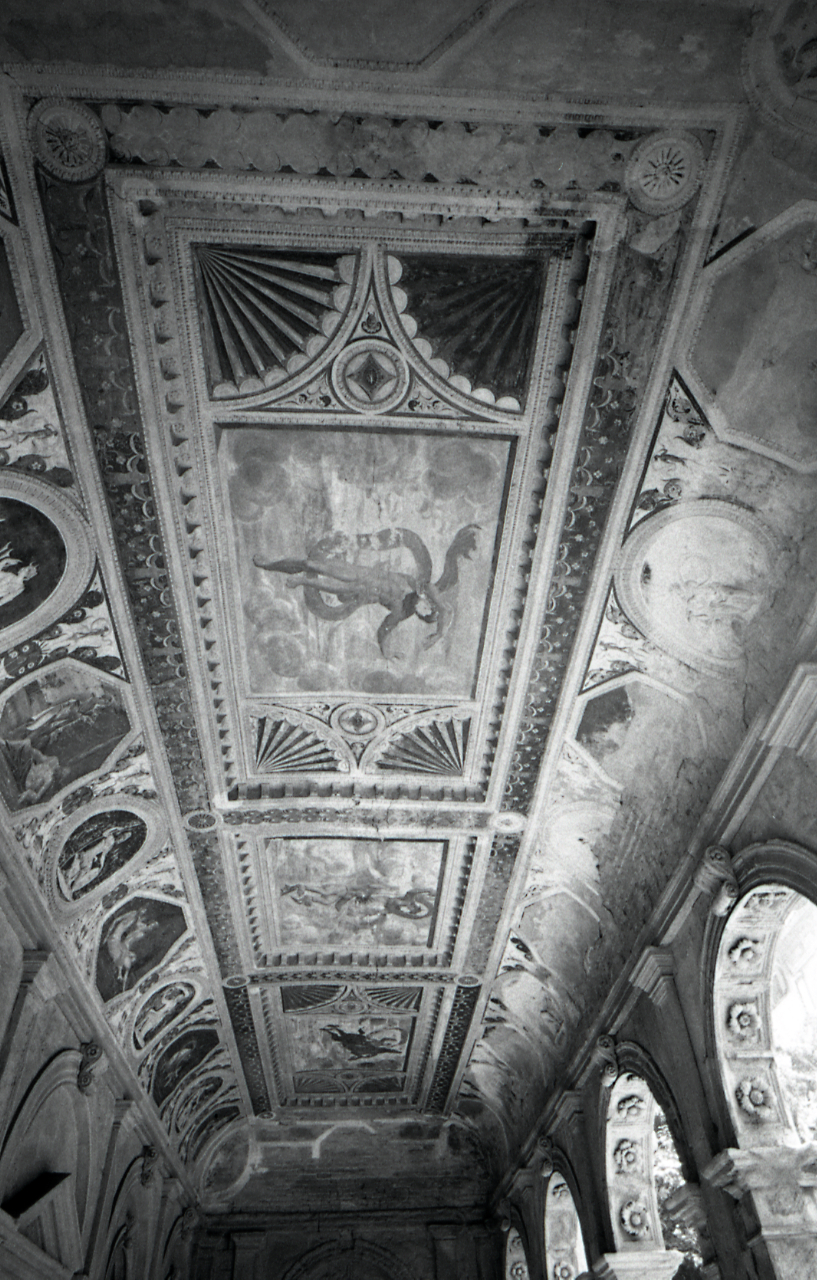
Il soffitto affrescato della Loggia Cornaro. Foto di Paolo Monti, 1967. Fondo Paolo Monti, BEIC

Il secondo fattore ha profonde radici storiche. Il definitivo avvento della borghesia ingenerò quella che è la malattia ineliminabile della cultura veneta, e anche italiana: il disimpegno. Tre anni dopo la morte di Beolco fu stipulato il primo contratto della Commedia. Si trattava di un patto tra attori, e la Commedia dell'arte fu essenzialmente questo: un accordo tra professionisti in ottica del divertimento puro. Affermatasi a discapito delle classi subalterne, la borghesia non amava l'inquietante verismo ruzzantiano; i contadini, dopo quella fugace apparizione alla ribalta della scena, dovevano cadere nell'oblio. Per questo, dal Seicento in poi, l'opera del Beolco finisce nel dimenticatoio, per riaffacciarsi solo agli inizi del XX secolo agli onori della scena. Le sue opere sono tornate ad essere rappresentate nella Loggia Cornaro, scena rinascimentale per eccellenza.
Il "giullare" Dario Fo, durante il discorso pubblico nel momento in cui veniva insignito del Premio Nobel per la Letteratura, così definiva Ruzzante:
A Padova gli è stato dedicato un teatro e poco distante un tratto della riviera (dalla Questura a via Rudena).
In numerose città, tra cui Milano, gli è stata dedicata una via.

## Edizioni
- Teatro, a c. di Ludovico Zorzi, Torino, Einaudi, 1967
- I dialoghi del Ruzante  [Parlamento e Bilora], traduzione in italiano moderno di Aldo Busi, Milano, Oscar Mondadori, 2007, ISBN 8804564423.
- Ruzzante, Bilora e Il reduce, o Parlamento de Ruzante che iera vegnú de campo, in "Teatro Italiano vol I", Nuova Accademia Editrice, 1963.
- Ruzzante, La Moscheta, a cura di Ludovico Zorzi, Einaudi Collezione di teatro, Torino, 1982. ISBN 8806007203